# サウスサイド (カクテル)
サウスサイド（英: South Side、英: Southside）はジンを用いたカクテル。古典的なカクテルであり、「ジンを使ったモヒート」とも言われる。

## 概要
発祥については以下のいずれかだと考えられている。
- アメリカ合衆国イリノイ州シカゴサウスサイドで誕生した。
  - 禁酒法時代にサウスサイドを拠点とするギャングたち（アル・カポネなど）がロングドリンクとして飲んでいたカクテルであり、ノースサイドのギャングが飲んでいたカクテルと区別するためにサウスサイドと名付けられた[1]。
- アメリカ合衆国ニューヨーク州ロングアイランドにあるサウスサイドスポーツマンズクラブ（英語版）で考案された[1]。
- アメリカ合衆国ニューヨーク市の21クラブで考案された[1]。

## レシピの例
国際バーテンダー協会によるレシピを以下に挙げる。
材料
- ロンドン ドライ・ジン - 60ml
- レモン・ジュース - 30ml
- シロップ - 15ml
- ミント - 5、6枚
- 卵白 - 数drop
卵白は任意

作り方
1. 氷と共に全ての材料をシェイクする。卵白を使用する場合には激しくシェイクすること。
2. カクテルグラスに注ぐ。
3. ミントをグラスに飾る。

## バリエーション
サウスサイド・フィズ
卵白を加えないサウスサイトを作り、氷を満たしたハイボールグラスに注ぎ、炭酸水で割り、ミントを飾る。

## 話題
- ファッションデザイナーのトリー・バーチはこのカクテルを好んでおり、2019年に日本で「トリー バーチ 銀座店」のオープニングイベントとして開催されたカクテルパーティでサウスサイドが提供された[6]。